# 제이슨 데룰로
제이슨 데룰로(영어: Jason Derulo, 본명: 제이슨 조엘 데룰로, 1989년 9월 21일 ~ )는 미국의 싱어송라이터이다.

## 출연 작품
- 캣츠 - 럼 텀 터거 역